# Толетти, Санди
Санди Толетти (фр. Sandie Rose Toletti; род. 13 июля 1995, Баньоль-сюр-Сез) — французская футболистка, полузащитник испанского клуба «Реал Мадрид» и сборной Франции.

## Карьера
В 2010 году Санди Толетти присоединилась к французскому клубу с города Монпелье, проведя три сезона в молодёжной команде, игроком стартового состава основной команды Санди смогла стать уже к 2013 году. Дебют Толетти за основную команду в составе «Монпелье» состоялся 24 мая 2013 года в матче Кубка Франции против команды «Родез». Первые матчи сезона 2013/14 годов с первой командой «Монпелье» Толетти начала в качестве запасного игрока, выходящего на поле на последние минуты матча, но сумела очень быстро завоевать себе место в стартовом составе. Так, с 22 матчей, сыгранных Санди, в 16 она выходила на поле с первых минут поединка. 8 сентября 2013 года провела первый матч в Чемпионате Франции, выйдя на замену на 63-й минуте против команды «Родез», первый гол за «паладинов» футболистка забила в 12-м туре чемпионата Франции против всё той же команды «Родез». В Кубке Франции Санди провела три матча.
Второй полноценный сезон в команде Санди провела практически с идентичными показателями: 20 матчей (17 — в стартовом составе) в чемпионате Франции и 3 забитых гола; 5 матчей в Кубке Франции, где с командой добрались до финальной стадии розыгрыша кубка, но уступили клубу «Олимпик Лион».
Сезон 2015/16 годов Толетти провела не так ярко, помешали травмы. В частности, в матче 9-го тура чемпионата Франции против команды «Суайо» футболистка травмировала правую лодыжку, а в матче 21-го тура, в матче против парижской команды «Жювизи», Санди травмировала правую ногу. В 18 матчах чемпионата Франции футболистка не сумела забить ни одного гола. В трёх кубковых матчах Толетти отметилась одним голом. Очередной финал в Кубке Франции её команда проиграла «Олимпику» из Лиона.
В сезоне 2016/17 годов в чемпионате Франции Санди забила 4 гола и провела 20 матчей, из них в 19-ти отыграла все 90 минут, став третьим игроком команды по проведенному времени на поле. Впервые футболистка вместе с командой «Монпелье» завоевала серебряные медали французского Чемпионата, тем самым гарантировала себе участие в Лиге Чемпионов УЕФА.
4 октября 2017 года, на стадии 1/32 финала, Санди провела свой первый матч в Лиге Чемпионов. Домашний поединок команда уступила российскому клубу «Звезда-2005» со счётом 0:1.

## Матчи за сборную Франции
Футболистка играла со сборными Франции всех уровней. В составе юниорской сборной Франции по футболу (до 17 лет) Санди провела 34 матча, забив 12 голов, впервые выйдя на поле 13 сентября 2010 года в матче против команды Нидерландов.
На молодёжном уровне первый большой успех к Толетти пришёл на юниорском чемпионате мира 2012, где Санди вместе со сборной Франции сумела выиграть золотые медали. Футболистка выходила на поле во всех 6 матчах сборной с капитанской повязкой. На молодёжных чемпионатах Европы до 17 лет 2011 и 2012 годов сборная Франции, с Санди в составе, проиграла финальные поединки, соответственно сборным Испании и Германии. Толетти была удостоена звания «Лучшего игрока» чемпионата Европы 2012 года.
В составе сборной Франции до 19 лет Санди провела 19 матчей, забив 10 голов. На юниорском чемпионате Европы до 19 лет, что проходил в Уэльсе в 2013 году, французская сборная в финальном поединке победила сборную Англии. Санди была признана лучшим игроком чемпионата.
За взрослую женскую сборную Франции первый матч провела 25 октября 2013 года, выйдя на замену в матче против сборной Польши.

## Достижения
«Монпелье»
- Серебряный призёр Чемпионата Франции: 2016/17
- Финалистка Кубка Франции (2): 2015, 2016

Сборная
- Победительница юниорского чемпионата мира до 17 лет: 2012
- Победительница юниорского чемпионата Европы до 19 лет: 2013
  - Финалистка юниорского чемпионата Европы до 17 лет (2): 2011, 2012

Личные
- Лучший игрок юниорского чемпионата Европы до 17 лет: 2012
- Лучший игрок юниорского чемпионата Европы до 19 лет: 2013

## Статистика
| Клуб             | Сезон            | Лига | Лига | Лига | Кубок | Кубок | Кубок | Еврокубки | Еврокубки | Еврокубки | Итого | Итого | Итого |
| Клуб             | Сезон            | Игры | Голы | Пасы | Игры  | Голы  | Пасы  | Игры      | Голы      | Пасы      | Игры  | Голы  | Пасы  |
| ---------------- | ---------------- | ---- | ---- | ---- | ----- | ----- | ----- | --------- | --------- | --------- | ----- | ----- | ----- |
| Монпелье         | 2012/13          | 0    | 0    | 0    | 1     | 0     | 0     | 0         | 0         | 0         | 1     | 0     | 0     |
| Монпелье         | 2013/14          | 22   | 1    | 4    | 3     | 1     | 0     | 0         | 0         | 0         | 25    | 2     | 4     |
| Монпелье         | 2014/15          | 20   | 3    | 0    | 5     | 0     | 0     | 0         | 0         | 0         | 25    | 3     | 0     |
| Монпелье         | 2015/16          | 18   | 0    | 0    | 3     | 1     | 0     | 0         | 0         | 0         | 21    | 1     | 0     |
| Монпелье         | 2016/17          | 20   | 4    | 0    | 3     | 0     | 0     | 0         | 0         | 0         | 23    | 4     | 0     |
| Монпелье         | 2017/18          | 15   | 3    | 0    | 3     | 0     | 0     | 6         | 1         | 0         | 24    | 4     | 0     |
| Итого            | Итого            | 95   | 11   | 4    | 17    | 2     | 0     | 6         | 1         | 0         | 119   | 14    | 0     |
| Итого за карьеру | Итого за карьеру | 95   | 11   | 4    | 17    | 2     | 0     | 6         | 1         | 0         | 119   | 14    | 0     |